# W. Grose
W. Grose Limited ist ein britisches Unternehmen im Automobilbereich und ehemaliger Hersteller von Automobilen und Karosserien.

## Unternehmensgeschichte
Joseph Grose (1861–1939) gründete 1888 das Unternehmen in Northampton zur Produktion von Fahrrädern. 1897 kaufte er ein Fahrzeug der Coventry Motor Company, war damit aber unzufrieden. Daraufhin kaufte er Motoren von Benz & Cie. und stellte damit ab 1899 Automobile her. Der Markenname lautete Grose. 1900 endete die Automobilproduktion. Danach stellte Grose Karosserien her, und zwar bis 1939 für Personenkraftwagen und bis etwa 1960 für Nutzfahrzeuge. Als Händler existiert das Unternehmen heute noch. Es wird geleitet von Peter William Grose und Gabrielle Margaret Harris. 17 Mitarbeiter waren 2014 beschäftigt.

## Fahrzeuge
Grose entwarf ein Rohrrahmenfahrgestell. Darin montierte er die Einbaumotoren von Benz. Die Motoren leisteten 4 PS und trieben über Riemen die Hinterachse an. Die Fahrzeuge waren als Dogcart karosseriert. Der Neupreis betrug 180 Pfund. Insgesamt entstanden sechs Fahrzeuge.